# Eva Schulev-Steindl
Eva Schulev-Steindl (geb. Steindl; * 1959 in Wien) ist eine österreichische Rechtswissenschaftlerin. Seit 1. Februar 2022 ist sie Rektorin der Universität für Bodenkultur Wien.

## Ausbildung
Eva Schulev-Steindl wurde 1959 in Wien geboren und besuchte dort auch die Pflichtschule. Nach ersten Berufserfahrungen nahm sie im Alter von 20 Jahren ein Studium der Sozial- und Wirtschaftswissenschaften an der Wirtschaftsuniversität Wien auf, welches sie 1984 mit der Sponsion zur Magistra der Sozial- und Wirtschaftswissenschaften (Mag. rer. soc. oec.) abschloss. Parallel dazu betrieb Schulev-Steindl an der Rechtswissenschaftlichen Fakultät der Universität Wien ein Studium der Rechtswissenschaften, welches sie 1987 als Magistra der Rechtswissenschaften (Mag. iur.) abschloss. Im Jahr 1989 absolvierte sie einen postgradualen Master of Laws (LL.M.) an der London School of Economics. Das Doktoratsstudium der Rechtswissenschaften an der Universität Wien schloss Schulev-Steindl 1992 mit der Promotion zur Doktorin der Rechtswissenschaften (Dr. iur.) ab.

## Beruflicher Werdegang
Von 1986 bis 1997 war Schulev-Steindl zunächst als Universitätsassistentin am Institut für Staats- und Verwaltungsrecht der Universität Wien beschäftigt. Ab 1997 war sie am selben Institut als Assistenzprofessorin für Wirtschaftsrecht bei Bernhard Raschauer tätig. Im Jahr 2003 habilitierte sich Schulev-Steindl an der Universität Wien mit einer Habilitationsschrift zum Thema „Subjektive Rechte am Beispiel des Verwaltungsrechts“ und erhielt daraufhin die Lehrbefugnis für die Fächer Verfassungs- und Verwaltungsrecht. Ab 2004 war sie in weiterer Folge als außerordentliche Universitätsprofessorin am Institut für Staats- und Verwaltungsrecht der Universität Wien tätig, wobei sie den Wahlfachkorb „Umweltrecht“ im dortigen Diplomstudium der Rechtswissenschaften mitentwickelte.
Im Sommersemester 2007 nahm Eva Schulev-Steindl eine Gastprofessur an der Wirtschaftsuniversität Wien wahr, ehe sie Anfang 2008 auf eine Professur für Rechtswissenschaft an der Universität für Bodenkultur Wien (BOKU) berufen wurde. Mit einer Unterbrechung durch eine Gastprofessur an der Universität Klagenfurt 2010 war sie lehrend und forschend bis 2013 an der BOKU tätig. Im Jahr 2014 wurde Eva Schulev-Steindl zur Universitätsprofessorin für Öffentliches Recht und Wirtschaftsrecht am Institut für Öffentliches Recht und Politikwissenschaft der Karl-Franzens-Universität Graz ernannt.
Am 6. August 2021 wurde Eva Schulev-Steindl als Nachfolgerin von Hubert Hasenauer zur Rektorin der BOKU für die Funktionsperiode von 1. Februar 2022 bis 31. Jänner 2026 gewählt. Im Dezember 2024 wurde sie für eine weitere vierjährige Funktionsperiode bis Jänner 2030 vom Universitätsrat einstimmig wiederbestellt.